# 异戊巴比妥
異戊巴比妥（INN：amobarbital）旧名 amylobarbitone，是一種巴比妥类药物的衍生物，主要的功能是用於作為中效鎮靜劑，以治療如失眠之類的症狀。
除了作為藥物之外，異戊巴比妥也因為其中樞神經抑制劑的功用而被作為迷幻藥使用，但由於長期使用此類藥物會造成嗜藥問題，甚至會在突然停止用藥時產生致命風險，因此被世界上大部分的國家列為管制藥物。
在台灣，異戊巴比妥曾是1980年代流行一時的毒品，綽號「青發」，與被稱為「紅中」的西可巴比妥（secobarbital），都是常被濫用的巴比妥类药物。目前異戊巴比妥是被台湾官方列為第三級管制藥品（毒品），被中華人民共和國列為第二類精神藥品。

## 代謝
異戊巴比妥在肝臟中經由羥基化轉化成3'-羥基異戊巴比妥，或經由N-糖甙化（N-glucosidation）轉化成1-（β-D-吡喃葡萄糖基）異戊巴比妥。

## 適應症

### 已被認可的
- 焦慮
- 失眠
- 癲癇
- 瓦達測試（Wada test）

## 禁忌
服用異戊巴比妥時應避免以下物質：
- 酒精
- 氯黴素
- 氯丙嗪
- 環磷醯胺
- 環孢素
- 洋地黄毒苷（Digitoxin）
- 阿黴素
- 多西環素
- 甲氧氟烷（Methoxyflurane）
- 甲硝唑（Metronidazole）
- 奎寧
- 茶鹼
- 華法林

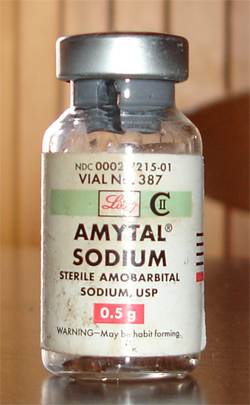
禮來公司製造的一小瓶阿米妥鈉

- 苯二氮平類藥物，如地西泮、氯硝西泮、硝西泮（nitrazepam）……等
- 抗癲癇藥物（Antiepileptic），如苯巴比妥、卡馬西平……等
- 抗組織胺藥（Antihistamine），如多西拉敏（doxylamine）、氯馬斯汀（clemastine）……等
- 麻醉性止痛劑（Narcotic analgesic），如嗎啡、氧可酮（oxycodone）……等
- 類固醇，如強的松、皮質素……等
- 抗高血壓藥（Antihypertensive），如阿替洛爾（atenolol）、普萘洛爾（propranolol）……等
- 抗心律失常藥（Antiarrhythmic），如維拉帕米、地高辛……等

## 藥物過量
若使用過量的異戊巴比妥會產生嚴重的意識混亂、降低或失去反射能力、嚴重想睡、發燒、易怒、體溫降低、判斷力差、呼吸緩慢、短促或顫抖、心跳緩慢、口齒不清、身體搖晃、睡眠障礙、眼睛的不尋常運動或嚴重的身體虛弱等症狀。

## 合成
就如所有巴比妥類藥物一樣，異戊巴比妥（5-ethyl-5-isoamylbarbituric acid）可由丙二酸衍生物和尿素衍生物合成製得。它由α-乙基-α-異戊基丙二酸脂與尿素反應得到（在乙醇鈉中）。 